# نوربرتو اوبربورگر
نوربرتو اوبربورگر (ایتالیایی: Norberto Oberburger؛ زادهٔ ۱ دسامبر ۱۹۶۰) وزنه‌بردار اهل ایتالیا است.
وی در مسابقات کشوری و بین‌المللی در مجموع برندهٔ ۱ مدال طلا، ۱ مدال نقره، ۲ مدال برنز شده‌است.